# Trier Mørch
Trier er en jødisk slægt, der indvandrede til Danmark fra Trier i 1700-tallet. Siden er den blevet indgiftet med en gren af slægten Mørch fra Nørrejylland og har sat væsentlige aftryk i dansk skole-, kunst- og kulturliv.

## Trier
Den vidtforgrenede slægt stammer især fra to brødre i anden generation: bankier Schalom Seligman Trier (1768-1838) og grosserer Meyer Seligman Trier (1770-1837), der var stamfader til bl.a. politikerne Herman Martin (1845-1925) og Gerson Trier (1851-1918) samt lægen Seligman Meyer Trier (1800-1863). Sidstnævnte var fader til apoteker Salomon Meyer Trier (1804-1894), til handelsmanden Adolph Meyer Trier (1817-1889) og til læge Frederik Jacob Trier (1831-1898).
Schalom Seligman Triers sønnesøn var højskolemanden Ernst Johannes Trier (1837-1893), hvis morfar var M.L. Nathanson. Han oprettede Vallekilde Højskole. Ernst Trier fik med sin anden hustru, Julie Marstrand, 5 børn: Ingeborg Trier (1868-1904), Sigrid Trier (1871-1954), gift med Povl Hansen, som efterfulgte Ernst Trier som forstander for Vallekilde Højskole.
Gudrun Trier (1877-1956), gift med arkitekt Ejvind Mørch (se nedenfor) og Esther Trier (1881-1967), gift med arkitekt Jep Fink. Ernst Triers søn, maleren Troels Trier (1879-1962), var i ægteskab med Karen Dal fader til 4 børn, heriblandt malerne Ernst Trier (1920-1979) og Niels Holmer Trier (1916-1999), der blev gift med Aase Frederiksen og var fader til 3 børn, bl.a. musikeren og kunstneren Troels Trier (født 1940) og og guitaristen Lars Trier. Maleren Ernst Trier giftede sig anden gang med Else Petersen. De fik to piger, hvoraf keramikeren Karen Trier har værksted i Vallekilde.
Musikeren Troels Trier var gift med Dea Trier Mørch (se nedenfor) og er fader til musikeren Tobias Trier (født 1973) og forfatter og billedkunstner Sara Trier (født 1975). Journalisten Lars Trier Mogensen er gift med Sara Trier og har efter hende taget mellemnavnet Trier.
Af øvrige medlemmer af slægten kan nævnes: Apoteker Jacob Frederik Trier (1829-1903) og Mariane Koppel (1840-1922) var forældre til advokat, landsretssagfører Isidor Ferdinand Trier (1871-1958), filantropen Dagmar Sophie Mathilde Trier (1866-1942 og Mathilde Henriette Trier (1869-1945), der var stenograf i Rigsdagen og blev gift med Carl Th. Zahle. Maleren Karen Trier Frederiksen (1900-1974) var datter af Isidor Trier.
Billedhuggeren Gudrun Trier (1910-1999) var datter af gårdejer Jacob Sejr Trier, og maleren Kai Trier (1902-1990) var søn af Johannes Trier Petersen og Christine f. Claville. 
Filminstruktøren Lars von Trier (født 1956) er søn af Inger Trier, født Høst, og bærer navnet Trier, men opdagede, at hans far Ulf Trier ikke var hans biologiske far. Hans far var i stedet jurist og retsformand
Fritz Michael Hartmann (1909-2000), der i en årrække var kontorchef i Socialministeriet, og som tilhørte Hartmann-slægten.

## Mørch/Trier Mørch
Slægten Trier Mørch stammer fra arkitekt Ejvind Mørch (1873-1962) og hustru, Ernst Triers datter Gudrun Trier (1877-1956). De fik 8 børn, heraf bl.a. arkitekterne Elisabeth (Ibi) Trier Mørch (1910-1980) og Inger Dorthea (Dea) Trier Mørch (15. juni 1918 i Nykøbing Sjælland – 15. november 2008, ikke at forveksle med forfatteren af samme navn), der var gift med forfatter og modstandsmand Knud Pedersen (født 1912 i Hammer, Sydsjælland, ikke at forveksle med modstandsmanden af samme navn). kaptajn i Grønlandshandelsen Erik Trier Mørch (1. marts 1901 – 31. august 1954), der var fader til historikeren Søren Mørch (født 1933), gift med Ritt Bjerregaard. Ibi Trier Mørch var moder til arkitekt, lektor ved Kunstakademiets Arkitektskole Andreas Trier Mørch (født 1944) og til forfatteren og kunstneren Dea Trier Mørch (1941-2001), der som nævnt var gift med musikeren Troels Trier. Begge har, ligesom mange af de andre familiemedlemmer, været de drivende kræfter i Røde Mor.
Ejvind Mørch var søn af amtsvejinspektør Niels Peter Severin Mørch (26. oktober 1830 i Mørke – 21. april 1911 i Hillerød) og hustru Elsebeth Jacobine Elisa Pingel (27. december 1836 – 13. marts 1911 i Hillerød) og havde 9 søskende, bl.a.
- Anna Marie Frederikke Mørk (1861-1944), grundlægger af Marie Mørks Skole
- Elisabeth Mørch (18. december 1869 i Hillerød – 7. juni 1935 i København), der blev gift 14. august 1888 med sognepræst Henrik Nicolai Kemp (1851-1904). Kemp-parret var forældre til højesteretssagfører Arne Kemp, hvis datter Eva Kemp (1919-99), var gift med fhv. nationalbankdirektør Erik Hoffmeyer..
- Erik Mørch (29. november 1874 – 1946), ingeniør og maskinfabrikant i Paris

Erik Mørch var i ægteskab med Ebba Rygård fader til filminstruktøren Axel Gabriel Erik Mørch, bedre kendt som Gabriel Axel (18. april 1918 i Aarhus - 9. februar 2014 i Bagsværd). Han er fader til journalisten Karen Mørch.
Flere andre generationer af Mørch-slægten fra Ferslev og Gunderup i Himmerland rummer kendte personer, bl.a. ambassadør Alex Mørch (1896-1979), provst Mouritz Mørk Hansen (1815-1895), dannes sønner, arkitekt V.J. Mørk-Hansen (1856-1929) og forstmand Kristian Erhardt Mørk-Hansen (1861-1939), lektor ved Herlufsholm Aage Mørch (1863-1945) og overpostmester i København Jens Wilcken Mørch (1841-1917), der skabte begyndelsen til Post & Tele Museum. Tilsvarende er andre kendte personer indgiftet i slægten, bl.a. folketingsformand Laurids Nørgaard Bregendahl, gift med Karen Maria Mørch.
Derudover findes der andre Mørch/Mørk-slægter fra Nørrejylland, der ikke er omtalt her.